# Гетто в Высоком (Брестская область)
Гетто в Высо́ком (лето 1941 — январь 1942) — еврейское гетто, место принудительного переселения евреев города Высокое (Высоко-Литовск) Каменецкого района Брестской области и близлежащих населённых пунктов в процессе преследования и уничтожения евреев во время оккупации территории Белоруссии войсками нацистской Германии в период Второй мировой войны.

## Оккупация Высокого и создание гетто
По переписи 1939 года в городе Высокое проживало 2000 евреев.
Высокое было захвачено немецкими войсками 23 июня 1941 года, и оккупация продлилась 3 года и 1 месяц — до 28 июля 1944 года.
Сразу после оккупации был создан полицейский участок, и в городе, кроме 100 полицаев, находилось 50 жандармов и около 100 гестаповцев.
Преследования евреев начались с первых дней оккупации.
Реализуя нацистскую программу уничтожения евреев, немцы создавали гетто почти во всех городах и населённых пунктах Беларуси, где проживало еврейское население. Так и в Высоком оккупанты согнали евреев в гетто, огородить которое заставили самих узников. В гетто поместили и евреев из близлежащих деревень.

## Уничтожение гетто
В начале января 1942 года гетто ликвидировали. В самом гетто Высокого были убиты 320 евреев, остальные 2500 были перевезены и убиты в Треблинке. По данным Национального архива республики Беларусь, в Высочанском гетто находилось больше узников — 3600 человек.
Ещё до вывоза евреев из гетто оккупанты производили крупные «акции» (таким эвфемизмом гитлеровцы называли организованные ими массовые убийства), расстреливая людей возле деревни Огородники в урочище «Песчаны», а также постоянно совершали одиночные убийства. Массовые убийства проводились также и в Вульке Токарской.
Те евреи, которые вначале спрятались во время ликвидации гетто, были выловлены, расстреляны и закопаны в общей могиле возле кожевенного завода.

## Случаи спасения
Из всего еврейского населения Высокого в живых осталось только несколько человек. Кантарович Шлема Бэркович прошел всю войну, а затем вернулся на родину. После войны жил и работал в Москве один из немногих чудом оставшихся в живых еврейских жителей местечка Пинчук Яков Аронович. Кеслер Александр Маркович после присоединения территории к СССР был призван в ряды РККА, прошел всю войну, после войны жил в Воронеже. Его мать Кеслер Мария Иосифовна перед войной уехала на лечение в Воронеж и выжила, а 6 её детей и муж были убиты.

## Память
В 2010 году жертвам геноцида евреев в Высоком, на улице Фрунзе, у развалин старинной синагоги, был установлен памятник.
Свидетель уничтожения Высоковского гетто художник Юзеф Харитон в послевоенные годы написал ряд картин об этих событиях. Бо́льшая их часть находится в Еврейском историческом институте Польши.

## Комментарии
1. ↑  Немцы очень серьёзно относились к возможности еврейского сопротивления, и поэтому в первую очередь убивали в гетто или ещё до его создания евреев-мужчин в возрасте от 15 до 50 лет — несмотря на экономическую нецелесообразность, так как это были самые трудоспособные узники[15][16].